# Barbara Sturm
Dr. Barbara Sturm (1972. március 4.) német orvos, esztétikai szakértő és a bőrápolási ipar egyik legismertebb alakja.

## Karrier és tanulmányok
Orvosi tanulmányait a düsseldorfi Heinrich Heine Egyetemen végezte, ahol orvostudományt és sportot tanult. Pályafutását az ortopédia területén kezdte, ahol az osteoarthritis és más gyulladásos állapotok kezelésére fókuszált.

## Áttörés a bőrápolásban
2002-ben a saját ortopédiai kutatásait felhasználva egy forradalmi bőrfiatalító kezelést hozott létre: a híres „vér arckezelést”, amely a beteg saját véréből nyert fehérjékkel támogatja a bőr regenerációját. Ennek folytatásaként megalkotta az exkluzív MC1 krémet, amelyet kezdetben csak privát ügyfelei – köztük világhírű modellek, színészek és sportolók – számára fejlesztett ki.

## Márkája
2014-ben megalapította saját luxus bőrápolási márkáját, a Molecular Cosmetics-et. A termékcsalád a molekuláris tudomány és a természetes összetevők kombinációján alapul, célja a gyulladás csökkentése és a bőr egészségének hosszú távú megőrzése. A márka gyorsan népszerűvé vált Hollywoodban, és olyan hírességek váltak rajongóivá, mint Oprah Winfrey, Victoria Beckham, Hailey Bieber és Kim Kardashian.

## Globális jelenlét
Világszerte több Spa & Boutique-ot működtet, többek között New Yorkban, Los Angelesben, Miamiban, Londonban és Dubajban. Ezek a helyszínek nemcsak exkluzív bőrkezeléseket kínálnak, hanem a tudatos bőrápolás és az egészségmegőrzés központjaiként is funkcionálnak.